# Boppeus brevicollis
Boppeus brevicollis là một loài bọ cánh cứng trong họ Cerambycidae.